# چارلز شیفر
چارلز شیفر (انگلیسی: Charles Sheaffer; ۶ دسامبر ۱۹۰۴ – ۲۸ اوت ۱۹۸۹) بازیکن هاکی روی چمن اهل ایالات متحده آمریکا بود.